# Ermenegildo Strazza

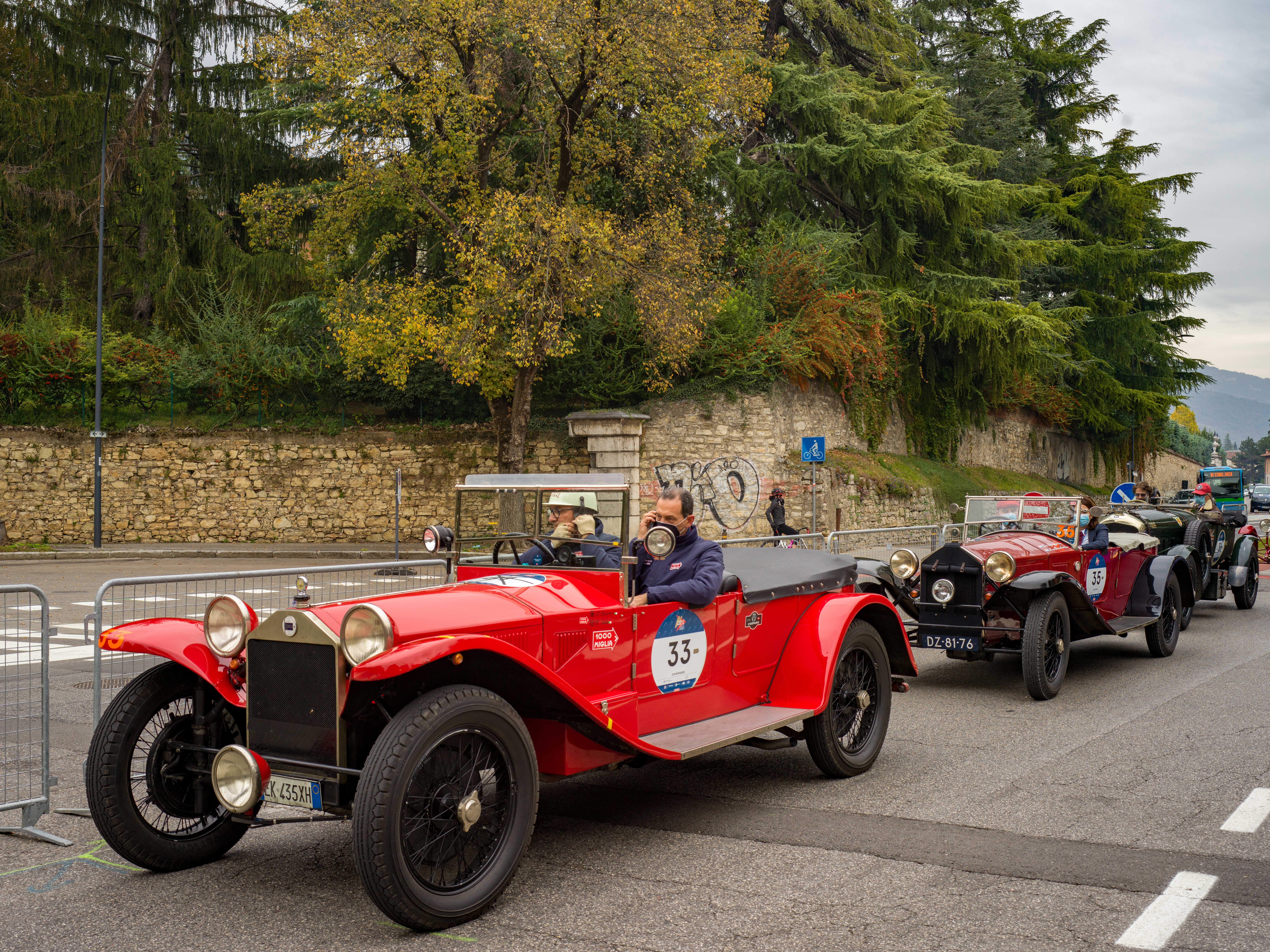
Ermenegildo Strazza war in Italien der König des Lancia Lambda. Im Bild ein Lancia Lambda Torpedo. Mit diesem Wagenmodell bestritt er die Mille Miglia 1927

Ermenegildo „Gildo“ Strazza (* 1899; † 12. Oktober 1965 in Gonder) war ein italienischer Unternehmer und Autorennfahrer.

## Karriere als Rennfahrer
Ermenegildo Strazza war im Brotberuf Lancia-Händler in Como und ein Freund von Vincenzo Lancia. Da er viele seiner Rennen auf Modellen des Lancia Lambda bestritt, galt er in Italien als König des Lambda. Seine Rennerfolge begannen 1926 mit dem Sieg bei einem Straßenrennen in Gallarate und endeten 1934 mit den Gesamtsiegen beim Klausenrennen und der Coppa dello Stelvio. 
Ab dem Debüt 1927 war Strazza jahrelang Lancias erfolgreichster Fahrer bei der Mille Miglia. Obwohl Vincenzo Lancia in seinen jungen Jahren selbst ein Rennfahrer mit erwähnenswerten Leistungen war – unter anderem erreichte er 1906 auf einem Werks-Fiat 130 hp hinter Louis Wagner im Darracq den zweiten Rang im Vanderbilt Cup –, hatte er als Unternehmer eine Abneigung gegen den Motorsport. Ausnahmen machte er für Ermenegildo Strazza und dem Lancia-Testfahrer Luigi Gismondi, für die immer wieder Werkseinsätze organisiert wurden. 1927 startete Strazza mit Co-Piloten Attilio Varallo im Lancia Lambda Torpedo und erreichte nach einer Fahrzeit von 21:42:48 Stunden als Gesamtvierter das Ziel in Brescia. 1928, erneut mit Varallo als Teamkollege, verbesserte er seine Fahrzeit als Dritter um mehr als zwei Stunden. Der Rückstand auf die Sieger Giuseppe Campari/Giulio Ramponi im Alfa Romeo 6C 1500 Sport Spider Zagato betrug nur 13 Minuten. Mit demselben Abschnitt zum Siegerteam kam er 1929 ins Ziel. Die Fahrzeit von 18:17:41,4 Stunden reichte zu einem weiteren vierten Endrang. Für die Veranstaltung 1931 ließ Strazza einen 4-Liter-V8-Dilambda-Motor in ein altes Lambda-Chassis einbauen. Er trat jedoch als Co-Pilot von Sebastiano Maino an, der einen werksunterstützten Mercedes-Benz SSK einsetzte. Der Wagen fiel im Rennen schon nach wenigen Kilometern wegen einer defekten Zylinderkopfdichtung aus. Den Lancia-Zwitter steuerte er 1932 und war als Gesamtachter der Fahrer des bestplatzierten Nicht-Alfa-Romeo im Schlussklassement.
Ermenegildo Strazza war ein ausgezeichneter Bergfahrer, der neben seinen Einzelerfolgen auch zweimal italienischer Bergmeister wurde.
1935 verlor er seinen gesamten Besitz einschließlich der Lancia-Vertretung beim Glücksspiel. Er wanderte nach Italienisch-Ostafrika, dem ehemaligen Kaiserreich Abessinien aus. 1965 starb er in der äthiopischen Stadt Gonder, in der im November 1941 bei einer finalen Schlacht die Kolonialherrschaft Italiens in Ostafrika geendet hatte.